# Lophoziopsis perssonii
Lophoziopsis perssonii là một loài Rêu trong họ Jungermanniaceae. Loài này được (H. Buch & S.W. Arnell) Konstant. & Vilnet mô tả khoa học đầu tiên năm 2009.